# Stadttheater Bunzlau

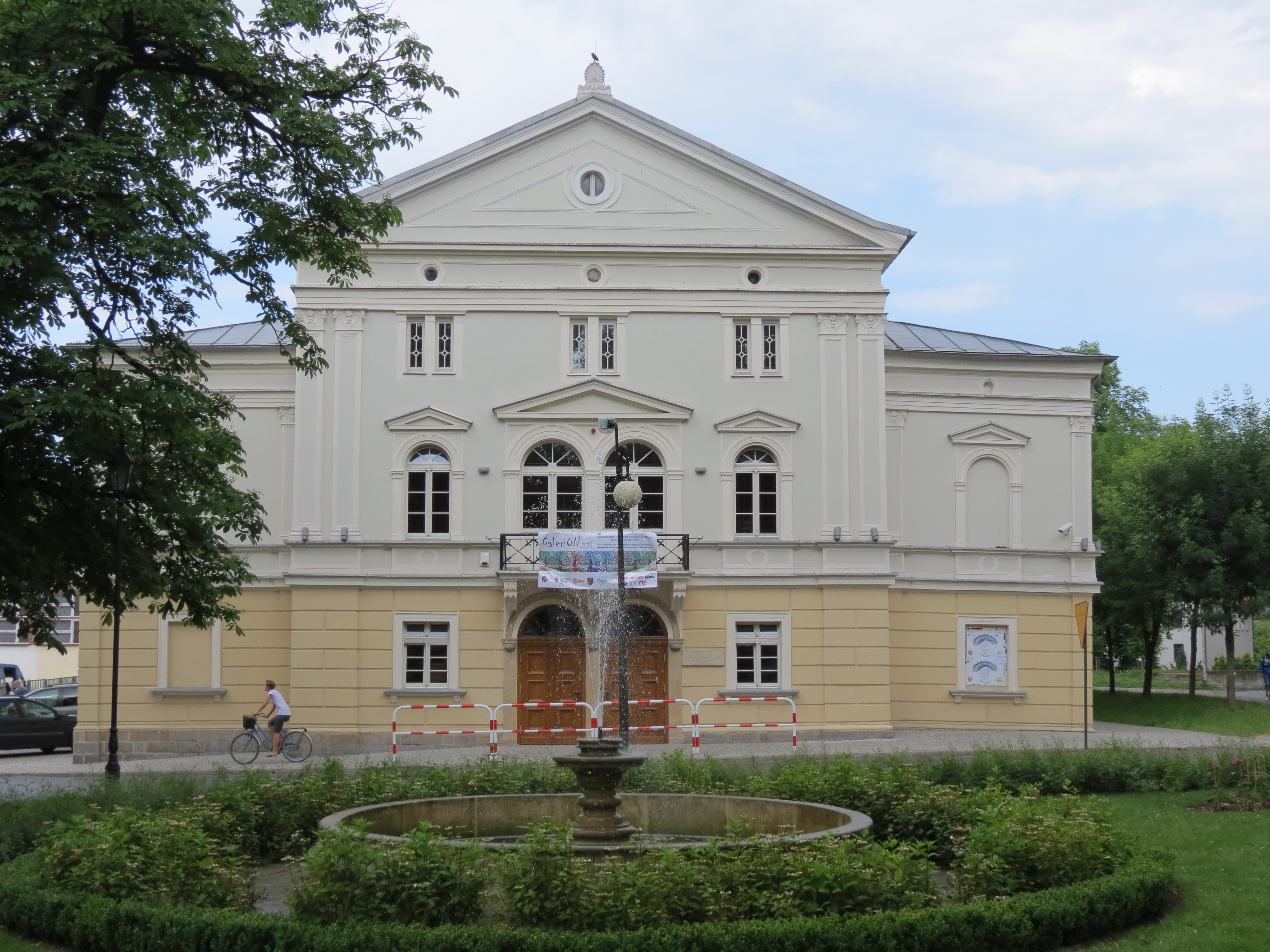
Stadttheater, nach der Rekonstruktion

Das ehemalige Stadttheater (Teatr Stary) von Bunzlau (seit 1945 Bolesławiec im Powiat Bolesławiecki der Woiwodschaft Niederschlesien in Polen) wird vom Jugendkulturzentrum Stanisław Wyspiański genutzt.

## Theatergeschichte
In Bunzlau wurden im 16. Jahrhundert Mysterien- und Passionsspiele veranstaltet. Die Lateinschule unter Valentin Senftleben, einem Lehrer von Martin Opitz, hatte bedeutenden Einfluss auf die deutsche Dramatische Dichtung des 17. Jahrhunderts. Das Protokollbuch des Magistrats belegt für 1732 die Aufführung einer Komödie durch eine Wandertruppe im Bunzlauer Ratssaal. Die Zahl von Gastspielen reisender Theatergruppen wuchs an, wie Anzeigen in den örtlichen Zeitungen belegen.
Das neue Stadttheater wurde 1857 mit einem Prolog Die Bühnenweihe und dem Schauspiel Prinz Friedrich von Heinrich Laube eröffnet. Im Jahr 1925 wurde Bunzlau zum Sitz des Schlesischen Landestheaters im Verband der Volksbühnenvereine erklärt und bespielte fortan auch weitere schlesische Städte.

## Baugeschichte des Theaters
Das Stadttheater entstand durch Umbau des preußischen Zeughauses von 1822 bis 1823 an der Nordseite der Stadt, unmittelbar an der Stadtmauer. Ab 1843 war das Zeughaus städtischer Besitz und diente verschiedenen Zwecken, 1845 als katholische Kirche, 1848 als Schule, und in den 1850er Jahren als städtisches Versammlungshaus. Der Beschluss zur Umgestaltung des Zeughauses zum Theater wurde 1857 gefasst.

## Bauwerk
1858 wurde die Stadtmauer, an die sich das vorherige Zeughaus mit seiner Längsseite angelehnt hatte, abgebrochen, wodurch das Theater ein freistehender Bau wurde. Der Theaterbau blieb innerhalb der Umfassungsmauern des ehemaligen Zeughauses, doch wurde ein Zwischengeschoss für den Rangeinbau eingesetzt.
Die Langseiten blieben bis auf Erweiterung von Fenstern zu Türen unverändert. Der Giebelseite zur Hundegasse (später Bahnhofstraße) wurde ein zweiachsiger Mittelrisalit mit gekuppelten Rundbogenöffnungen vorgebaut. Im Erdgeschoss befinden sich innerhalb der Bogen die Haupteingänge. Im Obergeschoss wird das Motiv durch einen vorgesetzten Balkon wiederholt.
Der Zuschauerraum hat einen U-förmigen Grundriss mit amphitheatralisch ansteigendem Parkett. Die Bühnenöffnung wird seitlich durch Pilaster gerahmt und oben durch einen Korbbogen abgeschlossen. Das Bogenfeld ist durch einen Manteau d'Arlequin verhängt.